# Funerair complex van Horus Sechemchet

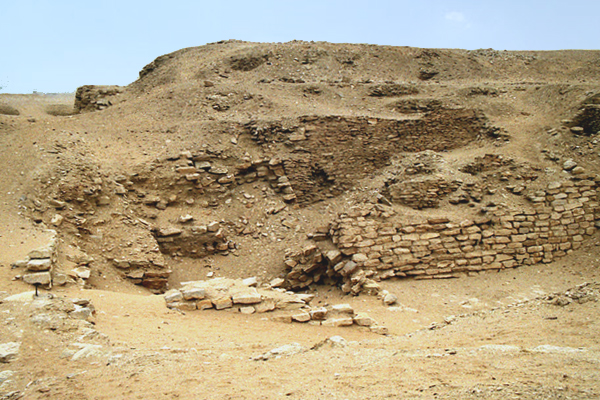
Funerair complex van Horus Sechemchet

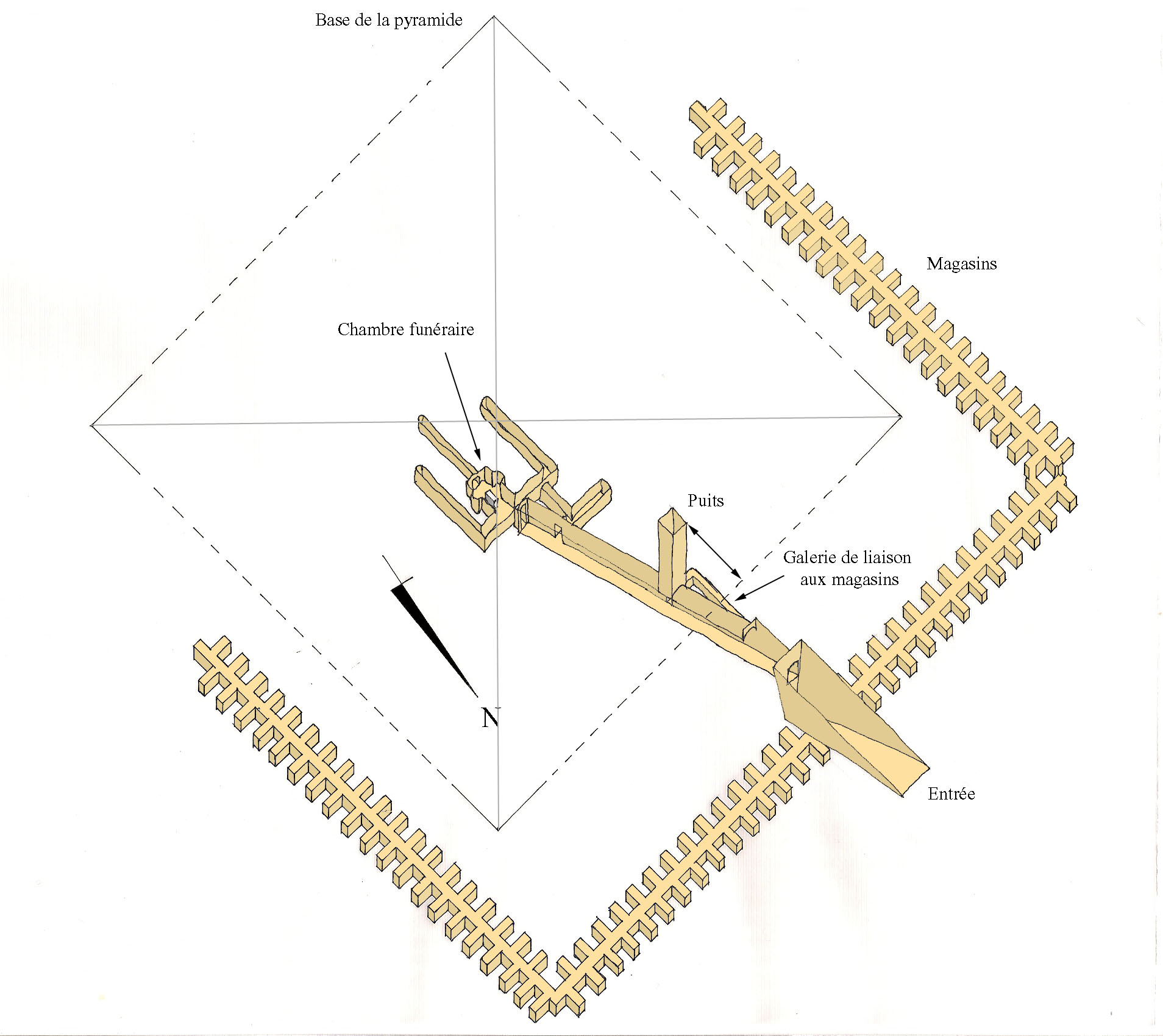
Reconstructie van de piramide

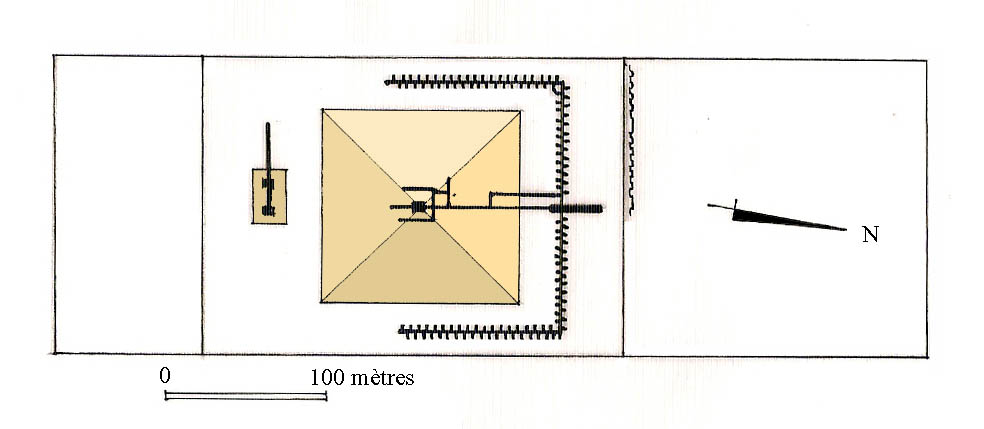
Plattegrond van het complex

Het funerair complex is een verzameling grafmonumenten die farao Sechemchet liet bouwen in Saqqara, in de 27e eeuw v.Chr. Het complex is onafgewerkt. Er waren onder andere een piramide en een mastaba gepland.

## Geschiedenis van het monument
Het gehele complex werd gebouwd door farao Sechemchet, de opvolger van Djoser. Het complex ligt dan ook vlak bij dat van Djoser en qua bouwplan zijn de gelijkenissen zeer groot. Volgens sommige egyptologen was de bouwer van beide complexen mogelijk dezelfde, namelijk de bekende architect Imhotep. Om nog onduidelijke redenen is op een gegeven moment de bouw stilgelegd en werd de site verlaten. Archeologisch onderzoek heeft aangetoond dat Horus Sechemchet hier niet is begraven. Dit onderzoek werd vooral uitgevoerd door Zakaria Ghoneim, die in 1951 het complex ontdekte. Ghoneim werd echter beschuldigd van diefstal en smokkel. In 1957 nam Jean-Phillipe Lauer het van hem over. Ghoneim pleegde twee jaren later zelfmoord. Pas in 1963 konden de opgravingen verdergaan.

## Architectuur van het monument
Het complex ligt ten zuidwesten van dat van Djoser en besloeg oorspronkelijk een gebied van 185 bij 262 meter; bij de bouw werd het vergroot tot 185 bij 545 meter. De noordelijke muur is goed bewaard; deze en was drie meter hoog toen de bouw gestaakt werd. Binnenin het complex liggen de resten van wat een trappiramide moest worden, die uit zeven trappen had moeten bestaan en ongeveer zeventig meter hoog zou zijn geworden. Er zijn echter alleen nog maar wat bouwlagen over en de grafkamer waar de sarcofaag ligt. De sarcofaag was niet beschadigd en verzegeld, maar bleek bij het openen leeg te zijn. Op de zegels stond de naam van de farao waardoor het complex aan hem kon worden toegeschreven. In het zuiden ligt een graf waar een kind in was begraven. Er zijn ook enkele belangrijke artefacten opgegraven zoals papyri en verschillende gouden voorwerpen.